# 7094 Godaisan
A 7094 Godaisan (ideiglenes jelöléssel 1992 RJ) a Naprendszer kisbolygóövében található aszteroida. Tsutomu Seki fedezte fel 1992. szeptember 4-én.